# Clichy-Batignolles
Clichy-Batignolles est un projet d'aménagement urbain des anciennes friches SNCF situées au nord du quartier des Batignolles et à l'ouest du quartier des Épinettes à Paris. 
Il couvre 54 hectares au nord-est du 17e arrondissement de Paris, délimités par le boulevard périphérique à la Porte de Clichy en limite de la ville de Clichy, l’avenue de Clichy, la rue Cardinet et le faisceau des voies ferrées de la gare Saint-Lazare.

## Historique
L'aménagement de la friche ferroviaire de l'ancienne gare de marchandises des Batignolles et d'une partie subsistante de l'ancien dépôt des Batignolles est envisagée dès 2001, en intégrant le village olympique dans le cadre de la candidature de Paris aux jeux de 2012.

## Situation
Le projet urbain de Clichy-Batignolles est divisé en trois secteurs : la ZAC Cardinet-Chalabre, la ZAC Clichy-Batignolles et l'îlot Saussure.
Il inclut en particulier le déménagement du palais de justice de Paris appelé Cité judiciaire de Paris et Le Bastion au nord de la ZAC, la construction de plus de 3 400 logements, de plus de 140 000 m2 de locaux d'entreprises, l'implantation de 30 000 m2 de commerces et de services ainsi que l'aménagement du Parc Martin Luther King.

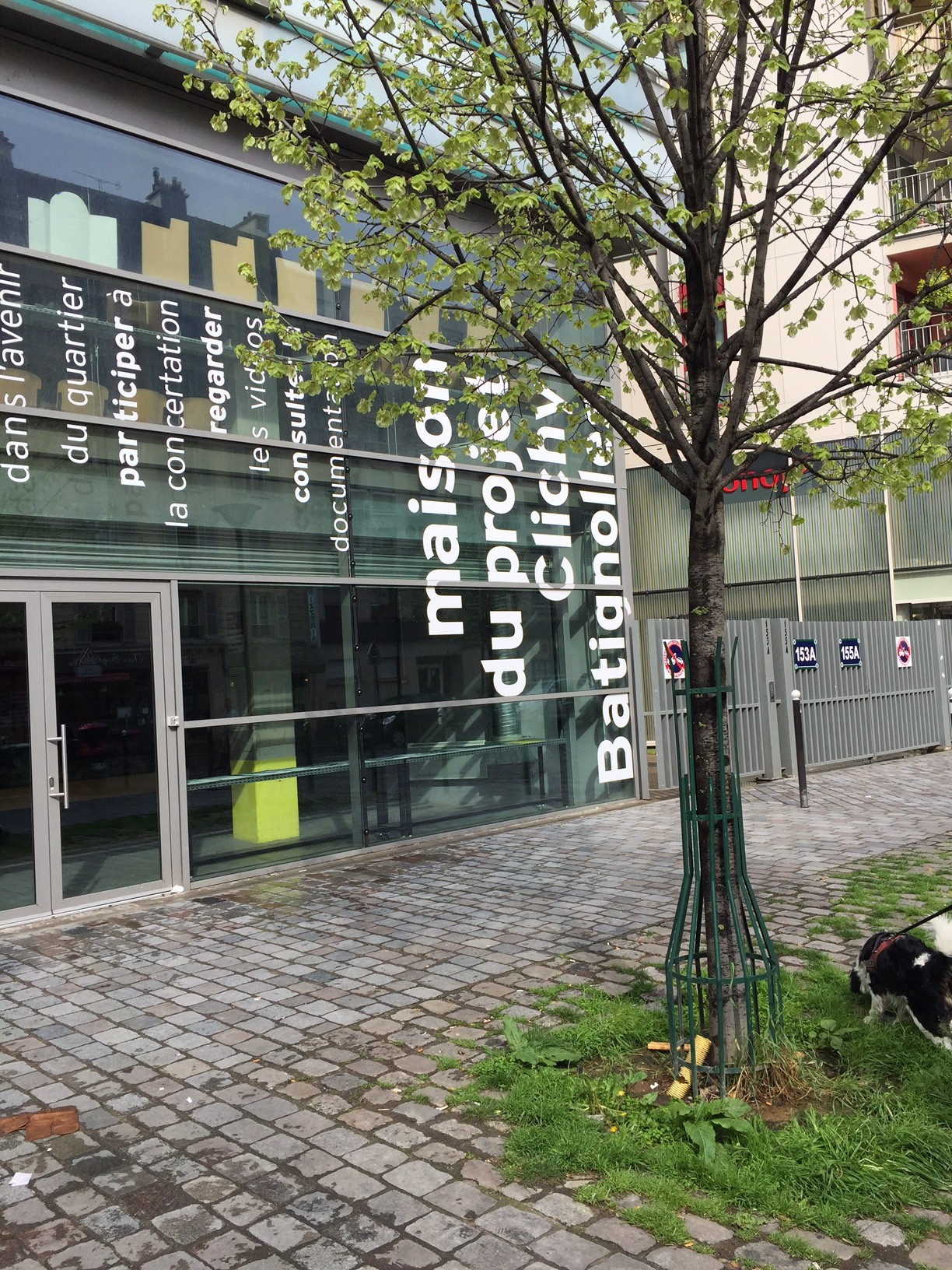
Entrée de la Maison du projet de l'écoquartier Clichy Batignolles.

### ZAC Cardinet-Chalabre
La « ZAC Cardinet-Chalabre », d'une superficie de 7.3 hectares, a été créée en 2005 et comprend 34 500 m2 de constructions. Elle est bordée par une partie de l'avenue de Clichy et de la rue Cardinet,,.

### Secteur Saussure
Le « secteur Saussure », d'une superficie de 2.3 hectares, a été créée en 2010 et comprend 65 000 m2 de constructions. Elle est bordée par une partie du boulevard Pereire, une partie de la rue de Saussure et une partie de la rue Christine-de-Pisan et est desservi par la rue Georges-Picquart,.

## Environnement

Clichy-Batignolles.

Le projet de Clichy-Batignolles répond aux objectifs environnementaux du développement urbain en mettant au centre un espace vert, le parc Martin Luther King.
Ce parc ouvert en 2007, est un grand espace vert public d'environ 10 hectares et qui a été dessiné par la paysagiste Jacqueline Osty. Cet espace vert a été construit près des immeubles dans un objectif environnemental. Il cherche à réduire la consommation de l'eau avec des plantes peu consommatrices et par la récupération des eaux de pluie. 
Dans ce parc, il y a des espaces originaux comme le jardin du rail mais également des aires de jeux pour les enfants et les jeunes. Cet espace vert intègre des terrains de sport (basket, foot...) et un skate parc (2014-2020).
D'autres espaces verts sont également présents dans le quartier comme le square des Batignolles, ce qui permet une continuité écologique.

## Transport
Le quartier est desservi par  la gare de Pont-Cardinet située sur la ligne L du Transilien, la station de métro Pont Cardinet située sur la ligne 14, la gare de la Porte de Clichy située sur la ligne C du RER, la station de métro Porte de Clichy située sur la ligne 13 et la ligne 14, proche de la ligne 3b du tramway et la station de métro Brochant située sur la ligne 13.

## Énergies renouvelables
Comme tout écoquartier, Clichy-Batignolles est un projet d'aménagement qui prévoit l'utilisation d'énergies renouvelables, comme l'énergie solaire et la géothermie.
L'écoquartier de Clichy-Batignolles dispose d’énergie solaire grâce aux panneaux photovoltaïques disposés dans les toitures qui sont les mieux exposées au soleil. Les panneaux solaires se situent sur les façades sud des bureaux donnant sur les voies ferrées. Au total, il y a plus de 35 000 m² de panneaux solaires qui sont prévus. Déjà, plusieurs centrales sont en fonctionnement sur les toits des premiers immeubles qui ont pour effets de produire près de 3500 MW/an. Cette production d’énergie solaire représente environ 40 % de la consommation d’électricité des bâtiments de ce quartier.
Les bâtiments de Clichy-Batignolles utilisent un procédé qui utilise la chaleur du sous-sol , afin de la convertir en énergie, la géothermie. "Les eaux souterraines de la nappe de l'Albien, situées à 650m de profondeur, ont une température de 28°." Le dispositif de pompage permet la récupération de la chaleur qu'il renvoie ensuite à la nappe, réalisé par Eau de Paris, permet d'assurer une production de chaleur pour le chauffage de l'eau chaude sanitaire comprenant au moins 85 % d'énergies renouvelables. Un complément de chaleur est apporté par le réseau de chauffage urbain de la ville.

## Collecte des eaux de pluie
Le parc Clichy-Batignolles comporte des sols de type perméable qui permettent à l'eau de pluie de s'infiltrer et de se diriger dans les nappes phréatiques.                                 
Cette méthode originale a des conséquences bénéfiques puisque les rejets d'eau pluviale sont diminués de moitié ce qui  permet d'avoir une pollution nettement en baisse dans la Seine. La gestion de l'eau s'effectue dans la parcelle.

## Voirie
Plusieurs voies sont créées dont :
- la rue Bernard-Buffet en forme de U connectée à l'avenue de Clichy ;
- l'allée Colette-Heilbronner en rampe le long du boulevard Berthier ;
- la rue du Bastion[10] entre la rue André-Suarès et la rue Mstislav Rostropovitch ;
- la rue Mstislav-Rostropovitch[10] entre la rue du Bastion et la rue Cardinet ;
- la place Françoise-Dorin entre la rue Mstislav-Rostropovitch et la rue Cardinet ;
- la rue Gilbert-Cesbron en boucle, connectée à l'avenue de Clichy ;
- la rue René-Blum entre la rue Cardinet et la rue Bernard-Buffet.
- la rue Marie-Georges-Picquart entre le boulevard Pereire-sud et la rue de Saussure.

Dans la nuit du 3 au 4 septembre 2016, deux ouvrages de franchissements conçus respectivement par les agences d’architecture de Marc Mimram et des Britanniques Wilkinson Eyre Architects sont lancés (voir vidéo), au-dessus du faisceau ferroviaire pour relier le parc Martin Luther King et le lotissement Saussure. Le pont de la rue Mère-Teresa a été ouvert en avril 2018 et la passerelle Marcelle-Henry en 2019[source insuffisante].

## Système de collecte pneumatique de déchets
La ZAC comprend un système de collecte pneumatique des déchets. Des bornes sont disposées dans le quartier et sont reliées par des conduites souterraines dans lesquelles les déchets sont aspirées vers le centre de compactage.
En 2024, soit dix ans après son lancement, le système s'avère inefficace en matière de performance de tri. Pour le renouvellement du marché en 2024, l'opérateur chargé du marché ne propose pas d'offre et le seul postulant propose un tarif six fois supérieur à celui d'une collecte traditionnelle par camion-benne. Le  maire de l'arrondissement, Geoffroy Boulard, annonce que la chambre régionale des comptes évalue le montant du projet à 20 millions d'euros, il déplore la situation et annonce le retour imminent des bennes à ordures dans le quartier,.

## Financement du projet
Afin de mettre en place cet écoquartier, voici les différents postes budgétaires tels qu'ils ont été publiés par la Mairie de Paris en 2009 :
- Les acquisitions foncières ont coûté 223 millions d'euros à la ville de Paris et 410 millions d'euros à la SEMAVIP

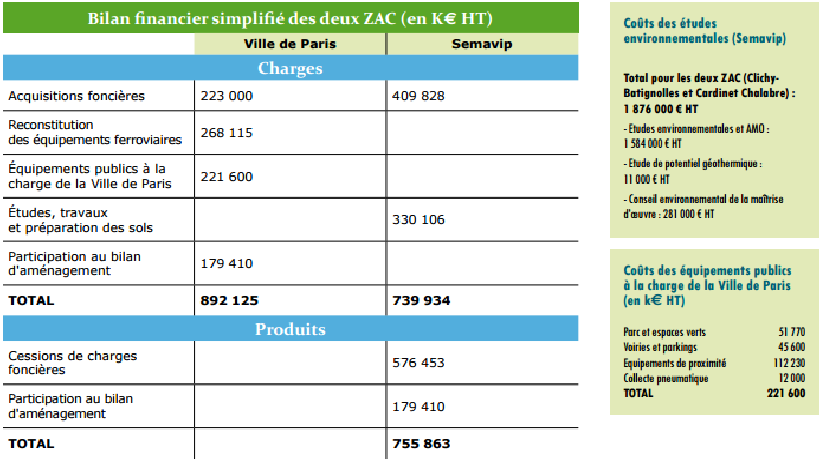
Bilan financier en 2009 publié dans une brochure de la Mairie de Paris.

- Les reconstitutions des équipements ferroviaires ont coûté 268 millions d'euros à la ville de Paris
- Les équipements publics ont coûté 221 millions d'euros à la ville de Paris
- Les études, travaux et préparation des sols ont coûté 330 millions d'euros à la SEMAVIP
- La participation au bilan d'aménagement a coûté 180 millions d'euros à la ville de Paris

Ce qui fait un total de 892 millions d'euros à la ville de Paris et 740 millions d'euros à la SEMAVIP.

## Critique
Le projet a été critiqué par l'opposition municipale à cause de la modifications des précédents critères du PLU (Plan local d'urbanisme) pour permettre la construction de certains bâtiments d'une cinquantaine de mètres de hauteur notamment celle de la Cité judiciaire de Paris de 160 mètres de hauteur.